# 織田信清 (戦国武将)
織田 信清（おだ のぶきよ）は、戦国時代の武将。犬山城主。通称は十郎左衛門、下野守。号は鉄斎。津田姓も名乗り、津田鉄斎、犬山鉄斎と称した。

## 略歴
織田信康の子として誕生した。父・信康が「織田伊勢守家」当主の織田信安の後見人となっていたことからその配下となっていたが、伯父信秀死亡後は、犬山城で独自勢力として行動する。
信清が領地を押領したため険悪な状態となっていた従兄弟の信長より姉（犬山殿）を貰い受けると、弟の広良同様信長に仕える身になった。
永禄元年（1558年）7月12日、浮野の戦い・岩倉城攻略で信長を支援したが、追放された織田信賢の旧領地の分与を巡って信長と諍いを起こし、永禄5年（1562年）反旗を翻し、楽田城を奪う。しかし、攻勢を強めた信長軍によって支城を次々に攻め落とされ、永禄7年（1564年）5月には居城の犬山城も陥落し、遂に信清は甲斐国へと逃亡、甲斐武田氏の許で犬山鉄斎と称した。

## 系譜
- 父：織田信康
- 母：不詳
- 妻：犬山殿 - 織田信秀の娘、織田信長姉
- 生母不明の子女
  - 男子：津田信益
  - 男子：玄貞
  - 男子：玄信
  - 男子：柘植長定?
  - 女子：藤堂高虎養女 - 藤堂高刑室
  - 女子：織田信雄養女 - 生駒忠親[2]室